# Tanja Wenzel
Tanja Anna Wenzel (ur. 27 lipca 1978 w Berlinie) – niemiecka aktorka. Zadebiutowała w operze mydlanej Gute Zeiten, schlechte Zeiten.